# 谢池春
谢池春，词牌名。亦称《卖花声》。六十六字，上阕下阕各四仄韵，一韵到底。

## 词牌格式
仄仄平平，仄仄仄平平仄。仄平平、平平仄仄。平平平仄，仄平平平仄（上三下二）。仄平平、仄平平仄。
平平仄仄，仄仄仄平平仄。仄平平、平平仄仄。平平平仄，仄平平平仄（上三下二）。仄平平、仄平平仄。

## 例词
陆游
壮岁从戎，曾是气吞残虏。阵云高、狼烟夜举。朱颜青鬓，拥雕戈西戍。笑儒冠自多来误。
功名梦断，却泛扁舟吴楚。漫悲歌、伤怀吊古。烟波无际，望秦关何处？叹流年又成虚度！